# Khvastovichsky (huyện)
Huyện Khvastovichsky (tiếng Nga: ? райо́н) là một huyện hành chính tự quản (raion), của Tỉnh Kaluga, Nga. Huyện có diện tích 1576 km², dân số thời điểm ngày 1 tháng 1 năm 2000 là 13900 người. Trung tâm của huyện đóng ở Khvastovichi.